# Rödkronad knottpitta
Rödkronad knottpitta (Pittasoma rufopileatum) är en fågel i familjen knottfåglar inom ordningen tättingar.

## Utseende och läte
Rödkronad knottpitta är en knubbig och nästan stjärtlös fågel. Den är brun med roströd hjässa, orange eller beigefärgad strupe, ett brett svart streck genom ansiktet och vita fläckar på vingen. Teckningarna på undersidan varierar geografiskt, från kraftigt tvärbandad i söder till otecknad i norr. Bland lätena hörs långa serier med jämnt spridda visslingar och ett hårt skallrande ljud.

## Utbredning och systematik
Rödkronad knottpitta delas in i tre underarter:
- Pittasoma rufopileatum rosenbergi – förekommer i västra Anderna i Colombia och Baudóbergen (i söder till Chocó)
- Pittasoma rufopileatum harterti – förekommer i lågland och vid foten av bergen i Colombia (Cauca och västra Nariño)
- Pittasoma rufopileatum rufopileatum – förekommer i Stillahavslåglandet i nordvästra Ecuador

### Familjetillhörighet
Knottpittorna placerades tidigare bland myrpittorna i Grallaridae, därav namnet. Genetiska studier visar dock att de är systergrupp till Conopophaga och inkluderas med dem i familjen Conopophagidae.

## Levnadssätt
Rödkronad myrpitta hittas i regnskog i låglänta områden och förberg. Den är en fåtalig fågel som verkar föredra mycket fuktiga områden. Arten är marklevande, men kan också ses sjunga från en låg sittplats en bit upp.

## Status och hot
Arten har ett stort utbredningsområde, men tros minska i antal, dock inte tillräckligt kraftigt för att den ska betraktas som hotad. Internationella naturvårdsunionen IUCN listar arten som livskraftig (LC).